# Белицкий, Семён Маркович
Семён Ма́ркович Бели́цкий (6 [18] августа 1889, Золотоноша, Полтавская губерния — 8 марта 1938) — советский военный учёный, комдив.

## Биография
- Родился в городе Золотоноша, ныне Черкасская область, еврей.
- Член партии эсеров с 1905 года, левых эсеров — с 1917 года.
- Участник Первой мировой войны, ефрейтор.
- В феврале 1918 года сформировал в Петрограде отряд Красной Гвардии, который вёл борьбу с германскими оккупантами.
- С марта 1918 года был помощником главнокомандующего Западного революционного фронта по борьбе с контрреволюцией.
- С мая 1918 года — управляющий делами Среднесибирского комиссариата по военным делам.
- С июля 1918 года — помощник, затем заместитель командующего Северо-Урало-Сибирского фронта, помощник командующего 3-й Армии Восточного фронта.
- С апреля 1919 года — помощник начальника штаба 26-й стрелковой дивизии.
- С августа 1919 года — начальник 26-й стрелковой дивизии.
- С октября 1919 года — начальник штаба 26-й стрелковой дивизии.
- С 1920 года — член Коммунистической партии.
- В 1922 году — окончил Военную академию РККА.
- С ноября 1922 года — командир стрелкового батальона.
- С апреля 1923 года — помощник председателя Высшего военного редакционного совета.
- С апреля 1924 года — начальник Оперативного управления штаба РККА, затем адъюнкт, начальник курса Военной академии РККА имени М. В. Фрунзе.
- С 1926 года — заместитель начальника отдела печати Политуправления РККА.
- С февраля 1929 года — преподаватель Военной академии РККА имени М. В. Фрунзе.
- С января 1931 года — начальник штаба Северо-Кавказского военного округа.
- С апреля 1932 года — в распоряжении Реввоенсовета СССР.
- С мая 1936 года — начальник Военного издательства.
- 23 мая 1937 года был арестован  по обвинению в участии в военно-фашистском заговоре (ст.ст. 58-8, 58-11 УК РСФСР).
- 8 марта 1938 года скончался в тюрьме.
- 5 октября 1956 года реабилитирован определением Военной коллегии.

Его племянник — Яков Моисеевич Серебрийский.

## Награды
- Орден Красного Знамени